# Бабець-Ржали
Бабець-Ржали (пол. Babiec Rżały) — село в Польщі, у гміні Росьцишево Серпецького повіту Мазовецького воєводства.
Населення — 55 осіб (2011).
У 1975-1998 роках село належало до Плоцького воєводства.

## Демографія
Демографічна структура станом на 31 березня 2011 року:
|          | Загалом | Допрацездатний вік | Працездатний вік | Постпрацездатний вік |
| -------- | ------- | ------------------ | ---------------- | -------------------- |
| Чоловіки | 30      | 8                  | 19               | 3                    |
| Жінки    | 25      | 3                  | 13               | 9                    |
| Разом    | 55      | 11                 | 32               | 12                   |